# Katzenminzen
Die Katzenminzen (Nepeta) sind eine Pflanzengattung innerhalb der Familie der Lippenblütler (Lamiaceae). Die 250 bis 300 Arten sind von Makaronesien über gemäßigte Gebiete Eurasiens bis ins tropische Ostafrika verbreitet. Die Echte Katzenminze war Staude des Jahres 2010.

## Beschreibung und Ökologie

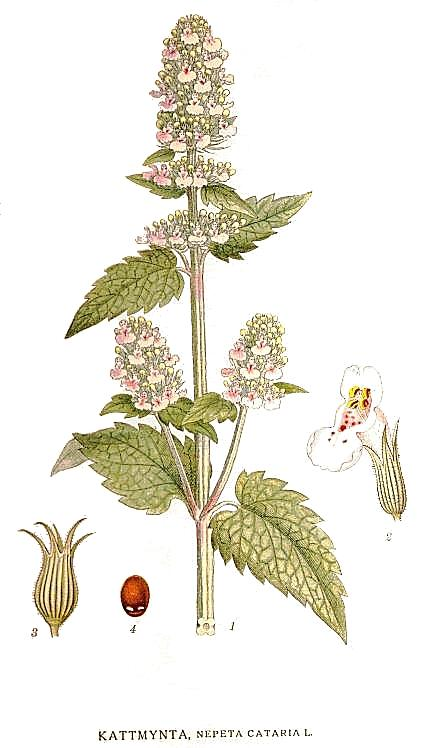
Illustration der Echten Katzenminze (Nepeta cataria)

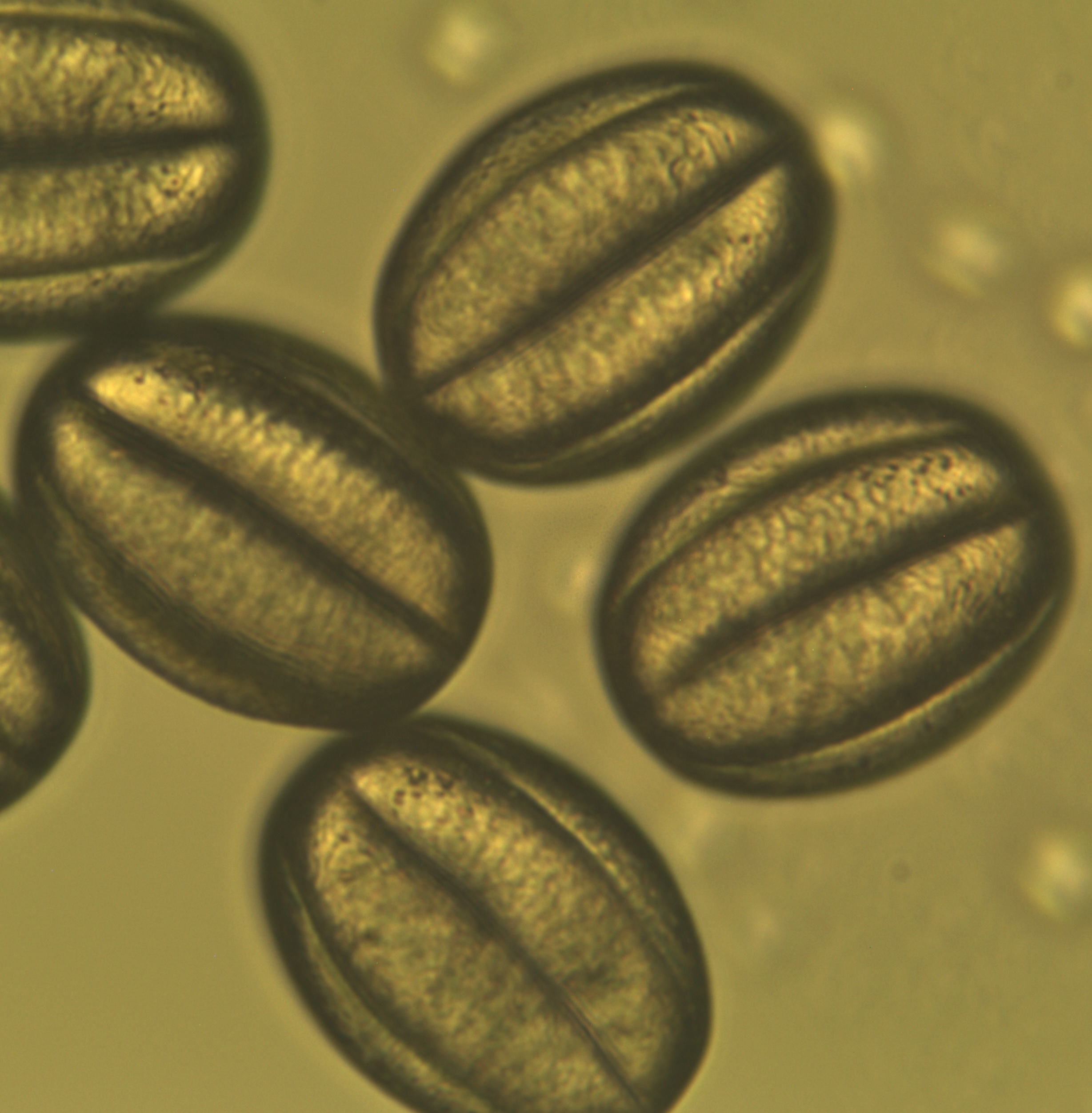
Pollen (400×) der Echten Katzenminze (Nepeta cataria)

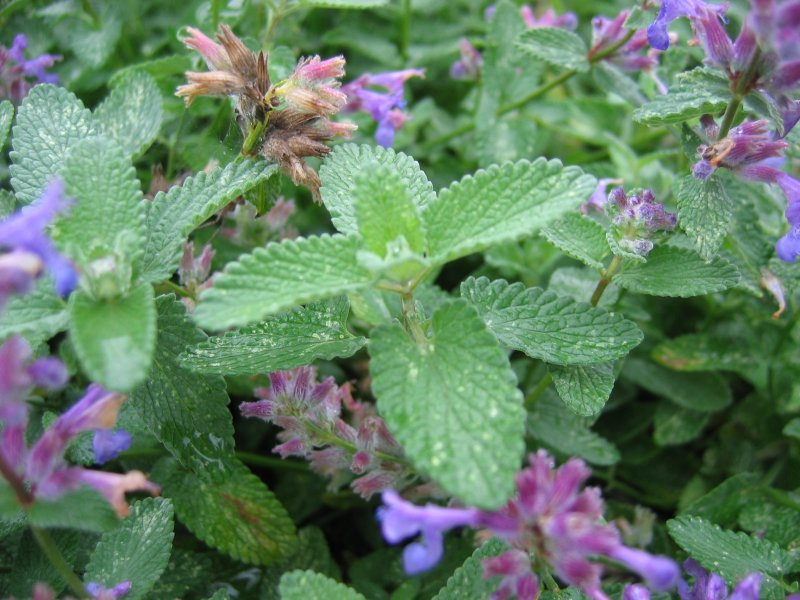
Habitus und typische kreuzgegenständige Laubblätter der Trauben-Katzenminze (Nepeta racemosa subsp. racemosa)

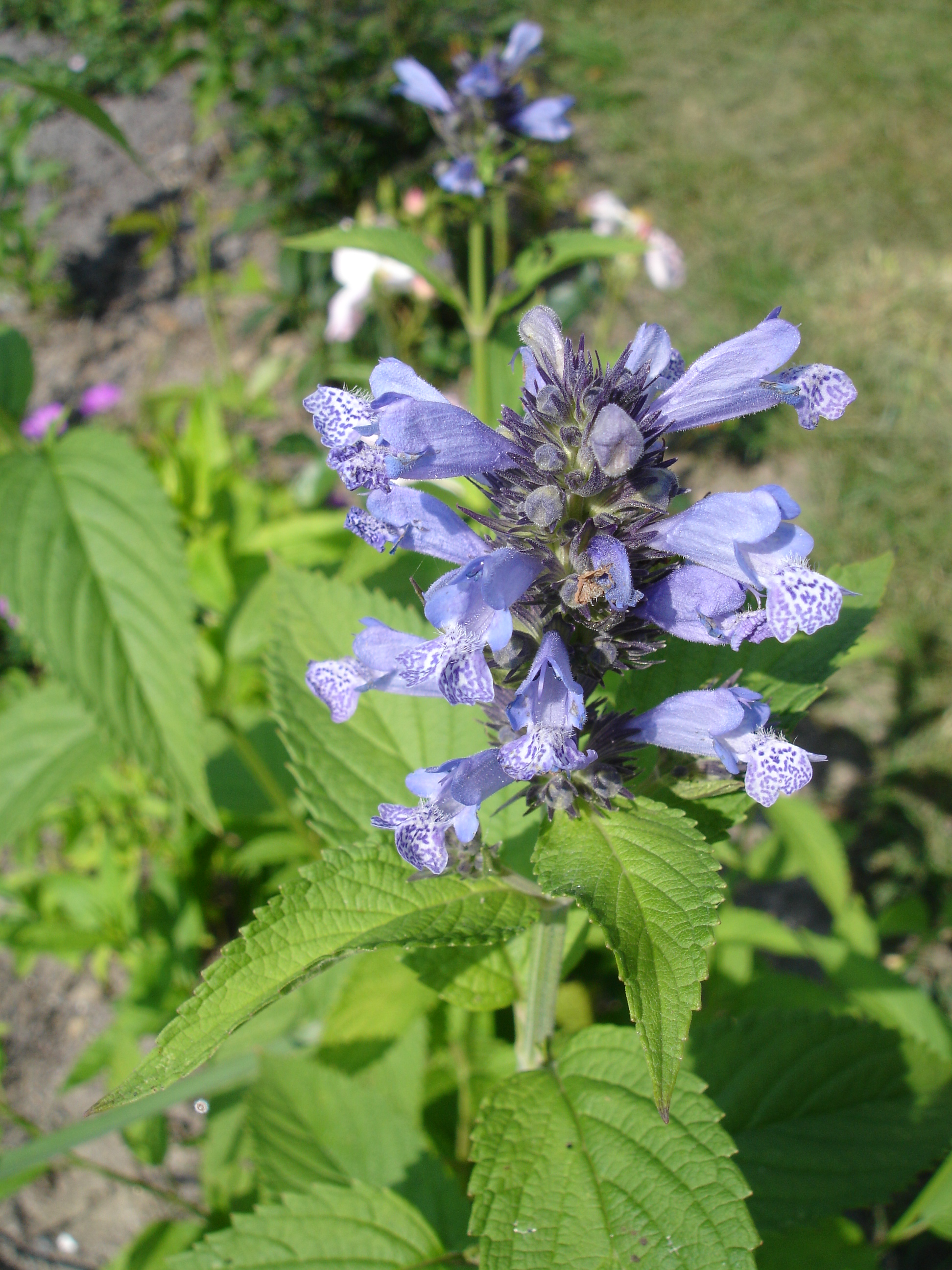
Blütenstand von Nepeta manchurensis mit den zygomorphen Blüten

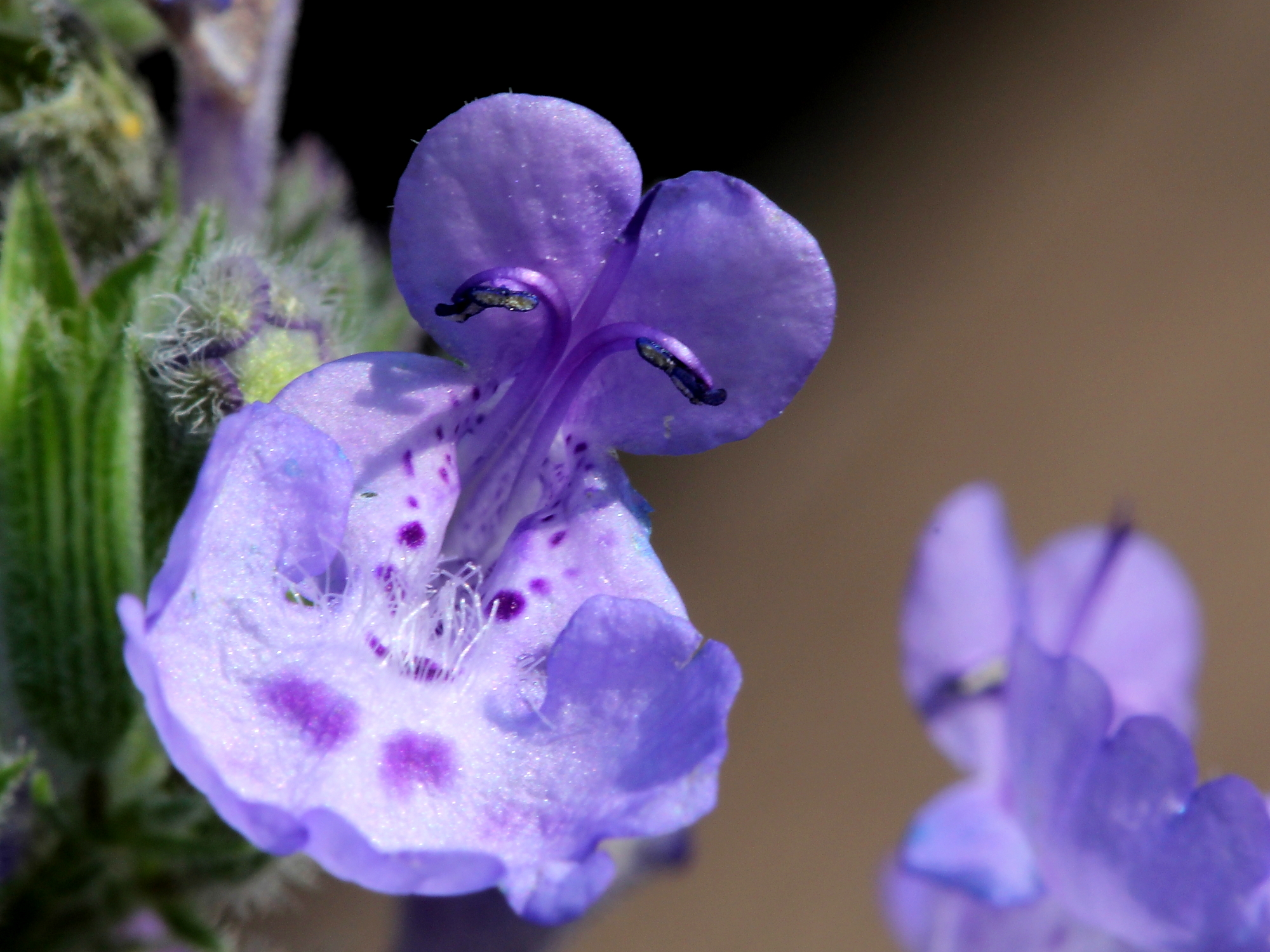
Zygomorphe Blüte einer Nepeta-Art im Detail

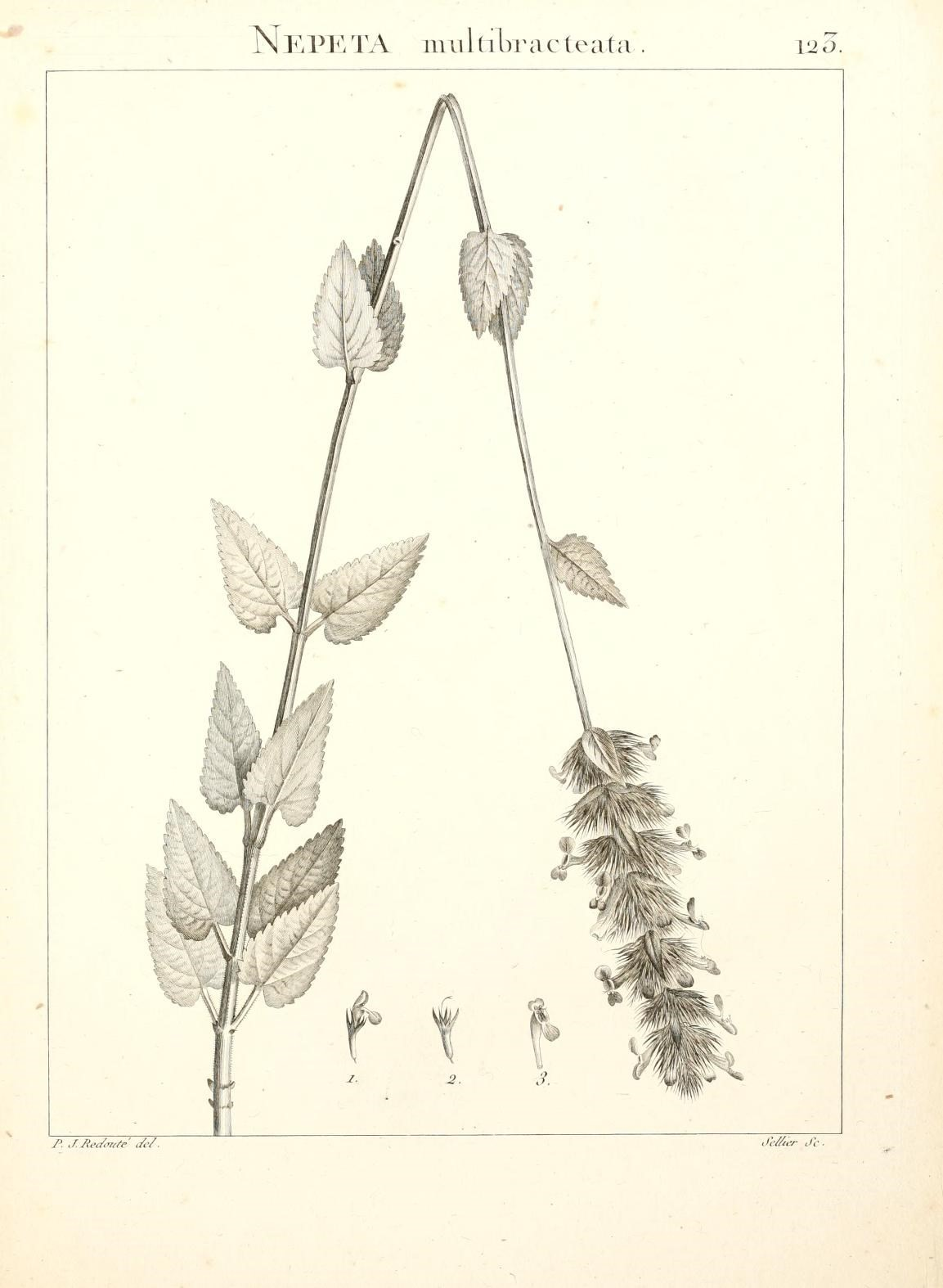
Illustration aus Flora Atlantica, sive, Historia plantarum quae in Atlante, agro Tunetano et Algeriensi crescunt, 1800, Tafel 123 von Nepeta multibracteata

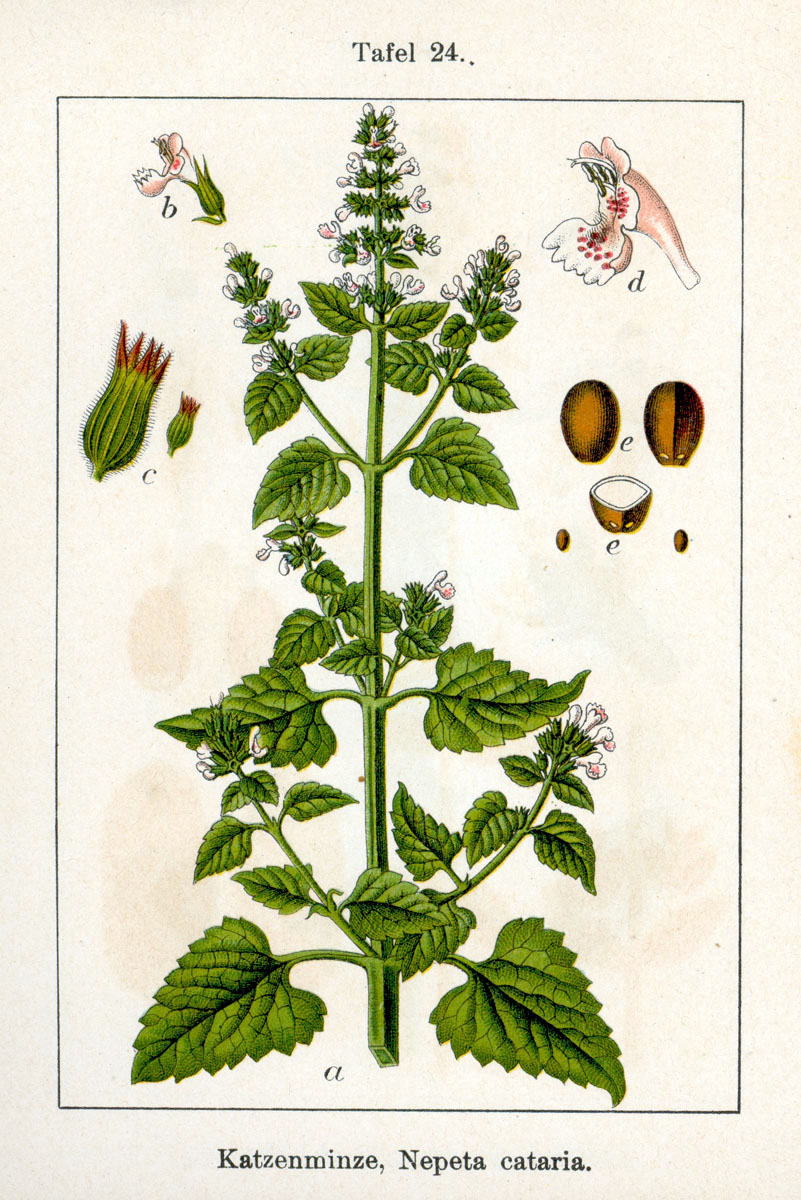
Illustration aus Johann Georg Sturm: Deutschlands Flora in Abbildungen, 1796 der Echten Katzenminze (Nepeta cataria)

### Erscheinungsbild
Die Katzenminzen-Arten wachsen meist als ausdauernde, krautige Pflanzen, seltener einjährige Pflanzen oder Halbsträucher. Die bei allen Nepeta-Arten vierkantigen Stängel sind gänzlich kahl bis stark behaart. Meist ist die Farbe ähnlich der Laubfarbe, bei einigen Arten ist aber der Stängel durch eine Anthocyaneinlagerung rötlich gefärbt. Die Nepeta-Arten erreichen Wuchshöhen zwischen 20 cm (Nepeta racemosa) und 150 cm (Nepeta grandiflora ‘Pool Bank’). Die niedrigeren Arten sind kaum verzweigt und bilden eine Vielzahl basaler Triebe aus. Die höheren Arten sind meist dicht verzweigt. Die Wuchsform ist breit halbkugelförmig bis aufrecht buschig, einige Arten werden auch sehr ausladend und fallen auseinander. Andere gemeinsame Charakteristika sind die vierkantigen Stängel, in deren Kanten sich Kollenchymstränge befinden.
Nepeta-Arten enthalten oft reichlich ätherische Öle. Stängel und Blätter sind fast immer dicht mit Drüsenhaaren oder -schuppen besetzt, so dass die Pflanzen einen meist angenehmen, aromatischen Duft freisetzen.

### Blätter
Die Laubblätter sind kreuzgegenständig (dekussierte Blattstellung) am Stängel angeordnet. Das Laubblatt kann gestielt sein (manchmal nur im unteren Drittel der Pflanze ausgebildet), über ungestielt bis beinahe stängelumfassend. Die einfachen Blattspreiten sind bei einer Länge von 1 bis 15 Zentimetern sowie einer Breite von 0,5 bis 10 Zentimetern variieren zwischen sehr filigranen Formen bis zu groben Formen. Der Umriss ist meist mehr oder weniger eiförmig bis lanzettlich mit einer runden bis herzförmigen Spreitenbasis. Seltener sind die Laubblätter fiederschnittig. Die Laubblätter sind kahl bis stark behaart, bei Nepeta latifolia sind sie klebrig behaart. Die Blattränder glatt sind häufig gekerbt bis stark gezähnt oder gewellt. Die Blattfarbe ist meist ein stumpfes graugrün in verschiedenen Intensitäten, aber auch dunkelgrün bis hellgrün gefärbtes Laub kommt vor. Bei einigen Arten ist das Laub durch eine Anthocyaneinlagerung rötlich gefärbt. Leicht lassen sich Wechselwirkungen zwischen Blatttypus und Lebensraum erkennen, die an die Trockenheit angepassten Nepeta haben schmales, behaartes Laub, die Blattfarbe liegt immer im graugrünen Bereich. Je mehr Wasser und Schatten vertragen beziehungsweise gebraucht wird, desto größer wird die Blattspreite, umso weniger behaart und intensiver gefärbt ist die Pflanze.

### Blütenstände und Blüten
Die Hauptblütezeit ist von Ende April/Anfang Mai bis Anfang August/September, bei frühblühenden Arten bildet sich eine geringe Zweitblüte; wird ein Rückschnitt nach der ersten Blüte durchgeführt remontiert die Pflanze mit einer meist üppigeren Zweitblüte.
Die Blüten sitzen in Scheinquirlen, die sehr locker bis sehr dicht aufgebaut sind. Bei einigen Arten sind die Blüten deutlich gestielt. Die Länge der Blütenstände liegt zwischen 5 und 25 Zentimetern, oft sind die Scheinquirle über den Stängel verteilt mit dazwischen liegenden Verzweigungen und Hochblättern.
Die Blüten sind 0,5 bis 5 Zentimeter lang. Nepeta-Arten haben zwittrige, typische fünfzählige Lippenblütler-Blüten mit doppelter Blütenhülle, sind also mehr oder weniger stark zygomorph und auf den dorsiventralen Bau der zur Bestäubung notwendigen Insekten abgestimmt. Die fünf Kelchblätter sind verwachsen und bilden den glockig-röhrigen Kelch, der manchmal zweilippig ausgebildet ist. Von den fünf verwachsenen Blütenkronblättern bilden zwei die Oberlippe und drei die Unterlippe. Die vier Staubblätter stehen paarweise und haben verschieden lange Staubfaden, diese sind mit den Kronblättern verwachsen. Die Krone ist zweilippig, wobei die Oberlippe ganzrandig oder zweispaltig ist mit einem bärtigen, ganzrandigen oder gekerbten Mittellappen. Die vorherrschende Blütenfarbe ist blaulila mit Variationen in der Intensität beziehungsweise in der Ausprägung zum blauen oder lilafarbenen Bereich. Allerdings gibt es auch weiße Blüten wie bei Nepeta cataria, rosafarbene, wie bei Nepeta parnassica und gelb blühende Arten, wie bei Nepeta govaniana. Bei fast allen Arten ist die Blüte zumindest auf der Unterlippe mit einer Zeichnung versehen. Die vier, parallel unter der Oberlippe sitzenden Staubblätter sind häufig kürzer als die Oberlippe, aber länger als die Kronröhre ausgebildet. Der oberständige und coenokarpe Fruchtknoten ist zweifächrig und durch eine falsche Scheidewand in vier Teile geteilt. Zwischen diesen Teilen steht der Griffel. Der Griffel ist in zwei kurze Narbenäste gespalten.

### Früchte
Die reife  Klausenfrucht zerfällt in vier sich emporwölbende Klausen. Die vier einsamigen Klausen sind verkehrt-eiförmig und glatt oder warzig.

## Standortansprüche
In Mitteleuropa werden siedlungsnahes Ödland, lichte Gebüsche, Wegränder, Schuttplätze und Mauern von den wenigen Nepeta-Arten ebenso besiedelt wie trockene Heiden und lichte Laub- und Föhrenwälder (Hegi 1975). In lockeren Kräutergemeinschaften, im Unterwuchs lichter Gehölze, an Gebüschrändern und Flussufern finden sich die schattenverträglicheren Nepeta-Arten. 
Katzenminze gedeiht auf leicht sauren bis basischen, auch kalkhaltigen, trockenen und gut durchlässigen Böden wie auch auf steinigen, nährstoffarmen und kargen Böden. Staunässe verträgt sie nicht.

## Systematik und Verbreitung

### Taxonomie
Die Gattung Nepeta wurde 1753 durch Carl von Linné aufgestellt. Typusart ist Nepeta cataria L. Der Gattungsname Nepeta leitet sich von der Etruskerstadt Nepete, dem heutigen Nepi im Latium ab. Synonyme für Nepeta L. sind: Afridia Duthie, Cataria Adans., Kudrjaschevia Pojark., Pitardia Batt. ex Pit., Saccilabium Rottb.,Saussuria Moench, Schizonepeta (Benth.) Briq., Oxynepeta (Benth.) Bunge.

### Äußere Systematik
Die Gattung Nepeta gehört zur Subtribus Nepetinae aus der Tribus Mentheae in der Unterfamilie Nepetoideae innerhalb der Familie der Lippenblütler (Lamiaceae).

### Innere Systematik
Die Gattung Nepeta lässt sich in zwei Sektionen gliedern: Sektion Nepeta mit zwittrigen Blüten und Sektion Oxynepeta mit eingeschlechtigen Blüten. Bei Oxynepeta sind die äußeren, größeren zymösen Teilblütenstände männlich und die inneren, kleineren weiblich.

### Arten und ihre Verbreitung
Das natürliche Verbreitungsgebiet der Nepeta-Arten umfasst die gemäßigten Zonen Asiens mit der Himalaja-Region bis in Höhenlagen von etwa 3300 Metern, den Kaukasusraum und Japan. Ein Schwerpunkt der Artenvielfalt liegt im Iran, in Afghanistan und Pakistan. Im Iran kommen 61 bis 78 Arten vor. In Pakistan kommen 42 bis 55 Arten vor. In Afghanistan kommen 40 bis 46 Arten vor. In China kommen etwa 42 Arten vor. In Indien gibt es etwa 41 Arten. In Nepal gibt es 11 Arten. In Russland kommen etwa 82 Arten vor. In der Türkei gibt es etwa 35 Arten. In Irak gibt es etwa 15 Arten. Einige Arten kommen an den nordafrikanischen Küsten und einige in den Bergregionen des tropischen Afrika vor. Der Verbreitungsschwerpunkt der 24 bis 27 Arten in Europa vorkommenden Arten liegt im Mittelmeerraum. Auf den Britischen Inseln und in Skandinavien kommen wenige Arten nur als Neophyten vor. Wenige Arten sind in Nordamerika und Südafrika Neophyten.
| - Nepeta adenophyta Hedge: Sie kommt im westlichen Himalaja vor. - Nepeta agrestis Loisel.: Dieser Endemit kommt nur auf Korsika vor. - Nepeta alaghezi Pojark.: Sie kommt nur im südlichen Transkaukasien vor. - Nepeta alatavica Lipsky: Sie kommt in Kirgisistan vor. - Nepeta algeriensis Noë: Sie kommt in Algerien und in Tunesien vor. - Nepeta amicorum Rech. f.: Sie kommt nur im östlichen Afghanistan vor. - Nepeta amoena Stapf: Sie kommt vom östlichen Transkaukasien bis zum Iran vor. - Nepeta anamurensis Gemici & Leblebici: Sie kommt in der Türkei vor. - Nepeta annua Pall.: Diese einjährige Art ist vom westlichen Himalaja über die Mongolei und Russland bis in den chinesischen autonomen Gebieten Tibet, Inneren Mongolei sowie Xinjiang verbreitet. - Nepeta apuleji Ucria: Sie kommt in Marokko, Algerien, Tunesien, im südlichen Spanien und in Sizilien vor. - Nepeta argolica Bory & Chaub.: Es gibt seit 2012 fünf Unterarten: - Nepeta argolica Bory & Chaub. subsp. argolica (Syn.: Nepeta italica Sm. nom. illeg., Nepeta sibthorpii Benth.): Dieser Endemit kommt nur im südlichen Griechenland vor. - Nepeta argolica subsp. dirphya (Boiss.) Strid & Kit Tan (Syn.: Nepeta dirphya (Boiss.) Heldr. ex Halácsy, Nepeta sibthorpii var. dirphya Boiss., Nepeta sibthorpii subsp. dirphya (Boiss.) Baden): Diese Neukombination erfolgte 1991. Dieser Endemit kommt nur im griechischen zentralen Evvoia vor. - Nepeta argolica subsp. malacotrichos (Baden) Strid & Kit Tan (Syn.: Nepeta sibthorpii subsp. malacotrichos Baden): Diese Neukombination erfolgte 1991. Sei kommt in Albanien sowie Griechenland vor. - Nepeta argolica subsp. tumeniana (Dirmenci) Dirmenci (Syn.: Nepeta sibthorpii subsp. tumeniana Dirmenci): Sie wurde 2005 aus der Türkei erstbeschrieben und diese Neukombination erfolgte 2012. - Nepeta argolica subsp. vourinensis (Baden) Strid & Kit Tan (Syn.: Nepeta sibthorpii subsp. vourinensis Baden): Diese Neukombination erfolgte 1991. Sie kommt in Griechenland vor. - Nepeta assadii Jamzad: Sie wurde 1992 aus dem Iran erstbeschrieben. - Nepeta assurgens Hausskn. & Bornm.: Sie kommt im Iran vor. - Nepeta astorensis Shinwari & Chaudhri: Sie kommt in Pakistan vor. - Nepeta atlantica Ball: Sie kommt in Marokko vor. - Nepeta autraniana Bornm.: Sie kommt im nördlichen Irak vor. - Nepeta azurea R.Br. ex Benth. (Syn.: Nepeta ballotifolia Hochst. ex A.Rich.): Sie kommt im nordöstlichen und im östlichen tropischen Afrika vor. - Nepeta badachschanica Kudrjasch.: Sie kommt im südöstlichen Tadschikistan vor. - Nepeta bakhtiarica Rech. f.: Sie kommt im westlichen Iran vor. - Nepeta balouchestanica Jamzad & Ingr.: Sie wurde 2003 aus dem Iran erstbeschrieben. - Nepeta barfakensis Rech. f.: Sie kommt nur im zentralen Afghanistan vor. - Nepeta batalica Reshi: Sie wurde 2013 aus dem indischen Bundesstaat Jammu und Kashmir erstbeschrieben. - Nepeta baytopii Hedge & Lamond: Sie kommt nur in der östlichen Türkei vor. - Nepeta bazoftica Jamzad: Sie wurde 2009 aus dem Iran erstbeschrieben. - Nepeta bellevii Prain: Sie kommt in Afghanistan vor. - Nepeta betonicifolia C.A.Mey.: Es gibt seit 1987 zwei Unterarten: - Nepeta betonicifolia C.A.Mey. subsp. betonicifolia (Syn.: Nepeta cordifolia K.Koch ex Boiss., Nepeta glabrescens Boiss., Nepeta grossheimii Pojark., Nepeta kronenburgii Freyn, Nepeta somkhetica Kapeller, Nepeta betonicifolia subsp. somkhetica (Kapeller) Menitsky): Sie kommt von der östlichen Türkei über den Irak bis zum westlichen Iran vor. - Nepeta betonicifolia subsp. strictifolia (Pojark.) Menitsky (Syn.: Nepeta strictifolia Pojark., Nepeta buhsei Pojark., Nepeta speciosa Boiss. & Noë): Diese Neukombination erfolgte 1987. Sie kommt von der Türkei über den Irak bis zum Iran vor. - Nepeta binaloudensis Jamzad: Sie wurde 1991 aus nordöstlichen Iran erstbeschrieben. - Balkan-Katzenminze (Nepeta bodeana Bunge, Syn.: Nepeta sintenisii Bornm.): Sie kommt im Iran und in Turkmenistan vor. - Nepeta ×boissieri Willk. = Nepeta granatensis × Nepeta nepetella subsp. laciniata: Sie kommt in Spanien vor. - Nepeta bokhonica Jamzad: Sie wurde 1999 aus dem Iran erstbeschrieben. - Nepeta bombaiensis Dalzell: Sie kommt im westlichen und im südlichen Indien vor. - Nepeta bornmuelleri Hausskn. ex Bornm.: Sie kommt im südlichen Iran vor. - Nepeta botschantzevii Czern.: Sie kommt in Turkmenistan vor. - Nepeta brachyantha Rech. f. & Edelb.: Sie kommt von Afghanistan bis zum westlichen Himalaja vor. - Nepeta bracteata Benth.: Sie kommt vom Iran bis Pakistan und bis Zentralasien vor. - Nepeta brevifolia C.A.Mey.: Sie kommt im Kaukasusraum vor. - Nepeta bucharica Lipsky: Sie kommt in Zentralasien vor. - Nepeta caerulea Aiton (Syn.: Nepeta cantabrica Ubera & Valdés, Nepeta sanabrensis Losa): Sie kommt in Portugal und in Spanien vor. - Nepeta caesarea Boiss.: Sie kommt in der zentralen und in der südlichen Türkei vor. - Nepeta campestris Benth.: Sie kommt im westlichen Himalaja vor. - Nepeta camphorata Boiss. & Heldr.: Es gibt zwei Varietäten. - Nepeta camphorata Boiss. & Heldr. var. camphorata: Dieser Endemit kommt im südlichen Griechenland nur im Taygetos-Gebirge vor. - Nepeta camphorata var. heldreichii (Halácsy) Baden (Syn.: Nepeta heldreichii Halácsy): Dieser Endemit kommt im südlichen Griechenland nur im Taygetos-Gebirge vor. - Nepeta ×campylantha Rech. f. = Nepeta curvifolia × Nepeta italica: Sie kommt in Syrien vor. - Echte Katzenminze (Nepeta cataria L.): Sie ist ursprünglich von Südeuropa bis Korea weitverbreitet und ist in Nord- und Südamerika und in Neuseeland ein Neophyt. Sie wird in vielen Gebieten der Welt angebaut. - Nepeta cephalotes Boiss.: Sie kommt nur im zentralen Iran vor. - Nepeta chionophila Boiss. & Hausskn.: Sie kommt nur im westlichen Iran vor. - Nepeta ciliaris Benth.: Sie kommt im westlichen und zentralen Himalaja, in Nepal und in Indien vor. - Nepeta cilicica Boiss. ex Benth.: Sie kommt von der südlichen Türkei bis Israel vor. - Nepeta clarkei Hook. f.: Sie kommt vom nordöstlichen Afghanistan bis Tibet vor. - Nepeta coerulescens Maxim.: Sie kommt vom Himalaja über Tibet bis zu den chinesischen Provinzen Gansu, Qinghai sowie Sichuan vor. - Nepeta concolor Boiss. & Heldr. ex Benth.: Sie kommt in der südwestlichen und südlichen Türkei vor. - Nepeta conferta Hedge & Lamond: Sie kommt in der südwestlichen Türkei vor. - Nepeta congesta Fisch. & C.A.Mey.: Sie kommt von Westasien bis Transkaukasien vor. - Nepeta connata Royle ex Benth.: Sie kommt von Pakistan bis in den westlichen Himalaja vor. - Nepeta consanguinea Pojark.: Sie kommt in Tadschikistan vor. - Nepeta crinita Montbret & Aucher ex Benth.: Sie kommt nur in der östlichen Türkei vor. - Nepeta crispa Willd.: Sie kommt im Iran vor. - Nepeta curviflora Boiss.: Sie ist in Westasien in Israel, Jordanien, Syrien und im Libanon verbreitet. - Nepeta cyanea Steven: Es gibt zwei Unterarten: - Nepeta cyanea subsp. biebersteiniana (Trautv.) A.L.Budantsev (Syn.: Nepeta cyanea var. biebersteiniana Trautv., Nepeta biebersteiniana (Trautv.) Pojark.): Diese Einstufung als Unterart erfolgte 1992. Sie kommt im nördlichen Kaukasusraum vor. - Nepeta cyanea Steven subsp. cyanea (Syn.: Nepeta acinifolia Spreng., Nepeta incana M.Bieb. nom. illeg., Nepeta kubanica Pojark., Nepeta mollissima Tausch, Nepeta ruprechtiana Boiss.): Sie kommt im Kaukasusraum vor. - Nepeta cyrenaica Quézel & Zaffran: Dieser Endemit kommt nur im nordöstlichen Libyen vor. - Nepeta czegemensis Pojark.: Sie kommt im nördlichen Kaukasusraum vor. - Nepeta czukavinae Kamelin & Lazkov: Sie wurde 2012 aus Tadschikistan erstbeschrieben. - Nepeta daenensis Boiss.: Sie kommt vom Iran bis Pakistan vor. - Nepeta deflersiana Schweinf. ex Hedge: Sie kommt nur auf der südwestlichen Arabischen Halbinsel vor. - Nepeta densiflora Kar. & Kir.: Sie kommt in der nordwestlichen Mongolei, in Xinjiang und im südwestlichen Altai vor. - Nepeta dentata C.Y.Wu & S.J.Hsuan: Sie gedeiht in Wäldern, im Dickicht, an Grashügeln und an Kiesterrassen in Höhenlagen von 2100 bis 3500 Metern in Tibet. - Nepeta denudata Benth.: Sie kommt im Iran vor. - Nepeta dirmencii Yild. & Dinç: Sie wurde 2003/4 aus der Türkei erstbeschrieben. - Nepeta discolor Royle ex Benth.: Sie kommt vom nordwestlichen Afghanistan über Pakistan, Indien und Nepal bis Tibet vor. - Nepeta distans Royle (Syn.: Nepeta mollis Benth.): Sie kommt von Pakistan bis zum westlichen Himalaja vor. - Nepeta drassiana Reshi: Sie wurde 2012/3 erstbeschrieben und kommt nur im indischen Bundesstaat Jammu und Kashmir vor. - Nepeta duthiei Prain & Mukerjee: Sie kommt im westlichen Himalaja vor. - Nepeta elliptica Royle ex Benth.: Sie kommt vom östlichen Afghanistan bis Nepal vor. - Nepeta elymaitica Bornm.: Sie kommt im nördlichen Irak und im westlichen Iran vor. - Nepeta erecta (Royle ex Benth.) Benth.: Sie kommt vom östlichen Afghanistan bis zum westlichen Himalaja vor. - Nepeta eremokosmos Rech.f.: Sie kommt nur im zentralen Iran vor. - Nepeta eremophila Hausskn. & Bornm.: Sie kommt im südöstlichen Iran vor. - Nepeta eriosphaera Rech. f. & Köie: Sie kommt vom südlichen Iran bis Pakistan vor. - Nepeta eriostachya Benth.: Es gibt seit 1994 zwei Varietäten: - Nepeta eriostachya Benth. var. eriostachya: Sie kommt im westlichen Himalaja vor. - Nepeta eriostachya var. rohtangensis Aswal: Sie wurde 1994 aus dem indischen Bundesstaat Uttarakhand erstbeschrieben. - Nepeta ernesti-mayeri Diklic & V.Nikolic: Sie kommt auf der nordwestlichen Balkanhalbinsel vor. - Nepeta everardii S.Moore: Sie gedeiht im Dickicht in niedrigen Höhenlagen in den chinesischen Provinzen Anhui, Hubei sowie Zhejiang. - Nepeta flavida Hub.-Mor.: Sie kommt von der südlichen Türkei bis Syrien vor. - Nepeta floccosa Benth.: Es gibt seit 1991 zwei Unterarten: - Nepeta floccosa Benth. subsp. floccosa (Syn.: Nepeta alii Jehan, Nepeta kunlunshanica C.Y.Yang & B.Wang, Nepeta vakhanica Pojark., Nepeta floccosa var. densiflora Reshi): Sie kommt in Tadschikistan, Afghanistan, Pakistan, Indien, Tibet und Xinjiang vor. - Nepeta floccosa subsp. pseudofloccosa (Pojark.) A.L.Budantzev (Syn.: Nepeta pseudofloccosa Pojark.): Den Rang einer Unterart hat sie 1991 erhalten. Sie kommt in Tadschikistan vor. - Nepeta foliosa Moris: Dieser Endemit kommt nur in Sardinien vor. - Nepeta fordii Hemsl.: Sie gedeiht im Dickicht in Höhenlagen von 100 bis 700 Metern in den chinesischen Provinzen Guangdong, Henan, Hubei, Hunan, Shaanxi sowie Sichuan. - Nepeta formosa Kudrjasch.: Sie kommt in Zentralasien vor. - Nepeta freitagii Rech. f.: Sie kommt nur im östlichen Afghanistan vor. - Nepeta glechomifolia (Dunn) Hedge: Sie kommt in Pakistan vor. - Nepeta gloeocephala Rech. f.: Sie kommt nur im zentralen Iran vor. - Nepeta glomerata Montbret & Aucher ex Benth.: Sie kommt von der südlichen Türkei bis zum Libanon vor. - Nepeta glomerulosa Boiss.: Seit 1992 gibt es drei Unterarten: - Nepeta glomerulosa subsp. carmanica (Bornm.) Rech. f. (Syn.: Nepeta glomerulosa var. carmanica Bornm., Nepeta glomerulosa var. stapfiana (Bornm. ex Rech. f.) Jamzad, Nepeta glomerulosa subsp. stapfiana (Bornm. ex Rech. f.) Rech. f., Nepeta stapfiana Bornm. ex Rech. f.): Sie kommt im Iran vor. - Nepeta glomerulosa subsp. ghorana (Rech. f.) A.L.Budantzev (Syn.: Nepeta juncea subsp. ghorana Rech. f.): Diese Neukombination erfolgte 1992. Sie kommt nur im südwestlichen Afghanistan vor. - Nepeta glomerulosa Boiss. subsp. glomerulosa (Nepeta gedrosiaca Bornm., Nepeta juncea subsp. desertorum Bornm.): Sie kommt im Iran vor. - Nepeta glutinosa Benth.: Sie kommt vom nordöstlichen Afghanistan bis zum westlichen Himalaja und in Xinjiang vor. - Nepeta gontscharovii Kudrjasch.: Dieser Endemit kommt nur im Pamir-Gebirge in Tadschikistan vor. - Himalaya-Katzenminze (Nepeta govaniana (Wall. ex Benth.) Benth.): Sie kommt von Pakistan bis zum westlichen Himalaja vor. - Nepeta graciliflora Benth.: Sie kommt von Pakistan bis ins nördliche Indien vor. - Nepeta granatensis Boiss.: Sie kommt in Marokko und im südlichen Spanien vor. - Großblütige Katzenminze (Nepeta grandiflora M.Bieb.): Sie kommt vom Baltikum bis zum Kaukasusraum vor. - Nepeta grata Benth.: Sie kommt im westlichen Himalaja vor. - Nepeta griffithii Hedge: Sie kommt von Afghanistan bis ins nordwestliche Pakistan vor. - Nepeta gumerica Reshi: Sie wurde 2013 aus dem indischen Bundesstaat Jammu und Kashmir erstbeschrieben. - Nepeta heliotropifolia Lam.: Sie kommt von der östlichen Türkei bis zum westlichen Iran vor. - Nepeta hemsleyana Oliv. ex Prain (Syn.: Nepeta angustifolia C.Y.Wu): Sie kommt in Tibet und im östlichen Himalaja vor. - Nepeta henanensis C.S.Zhu: Sie wurde 1992 aus der chinesischen Provinz Henan erstbeschrieben. - Nepeta hindostana (B.Heyne ex Roth) Haines: Sie kommt vom östlichen Afghanistan bis zum Himalaja und dem westlichen und nördlichen Indien vor. - Nepeta hispanica Boiss. & Reut. (Syn.: Nepeta beltranii Pau): Sie kommt in zwei Unterarten in Marokko und in Spanien vor. - Nepeta hormozganica Jamzad: Sie wurde 2003 aus dem Iran erstbeschrieben. - Nepeta humilis Boiss.: Sie kommt im Irak und im Iran vor. - Nepeta hymenodonta Boiss.: Sie kommt nur im westlichen Iran vor. - Nepeta hystrix Greuter: Sie wurde 2012 aus Griechenland erstbeschrieben. - Nepeta isaurica Boiss. & Heldr. ex Benth.: Sie kommt nur in der südlichen Türkei vor. - Nepeta ispahanica Boiss.: Sie kommt im Iran, in Afghanistan und in Turkmenistan vor. - Nepeta italica L.: Seit 1992 gibt es vier Unterarten: - Nepeta italica subsp. cadmea (Boiss.) A.L.Budantsev (Syn.: Nepeta cadmea Boiss.): Den Rang einer Unterart hat sie 1991/2 erhalten. Sie kommt nur von der westlichen bis südwestlichen Türkei vor. - Nepeta italica L. subsp. italica (Syn.: Nepeta canescens J.F.Gmel., Nepeta incana Willd. nom. illeg., Nepeta leucostegia Boiss. & Heldr., Nepeta macrostachya Jan ex Benth., Nepeta marrubioides Willd., Nepeta orientalis Mill., Nepeta teucrioides Lam., Nepeta italica var. incanescens Fisch.): Sie kommt in östlichen-zentralen Italien und vom östlichen Mittelmeerraum über die Türkei bis zum Irak vor. - Nepeta italicaa subsp. rigidula A.L.Budantsev: Sie wurde 1991/2 erstbeschrieben. Sie kommt in der südlichen Türkei und im nördlichen Syrien vor. - Nepeta italica subsp. troodi (Holmboe) A.L.Budantsev (Syn.: Nepeta troodi Holmboe): Den Rang einer Unterart hat sie 1991/2 erhalten. Dieser Endemit kommt nur im westlichen Zypern vor. - Nepeta jakupicensis Micevski: Sie wurde 2002 aus Mazedonien erstbeschrieben. - Nepeta jomdaensis H.W.Li: Dieser Endemit gedeiht im Dickicht von Hügeln in Höhenlagen von etwa 3500 Metern nur im Kreis Jomda in Tibet vor. - Nepeta juncea Benth.: Seit 1982 gibt es drei Unterarten: - Nepeta juncea subsp. heterotricha (Rech. f.) Rech. f. (Syn.: Nepeta heterotricha Rech. f.): Den Rang einer Unterart hat sie seit 1982. Sie kommt in Afghanistan vor. - Nepeta juncea Benth. subsp. juncea: Sie kommt von Afghanistan über Pakistan bis zum westlichen Himalaja vor. - Nepeta juncea subsp. xylorhiza (Rech. f.) Rech. f. (Syn.: Nepeta xylorhiza Rech. f.): Den Rang einer Unterart hat sie seit 1982. Sie kommt in Afghanistan vor. - Nepeta knorringiana Pojark.: Sie kommt in Tadschikistan vor. - Nepeta koeieana Rech. f.: Sie kommt nur im westlichen Iran vor. - Nepeta kokamirica Regel: Sie kommt im östlichen Kasachstan und in Xinjiang vor. - Nepeta kokanica Regel: Sie kommt von Afghanistan über Pakistan bis zum westlichen Himalaja und bis Zentralasien und Xinjiang vor. - Nepeta komarovii E.A.Busch: Sie kommt im Kaukasusraum vor. - Nepeta kotschyi Boiss.: Sie kommt im Iran vor. - Nepeta kurdica Hausskn. & Bornm.: Sie kommt nur im nördlichen Irak vor. - Nepeta kurramensis Rech. f.: Sie kommt in Pakistan vor. - Nepeta ladanolens Lipsky: Sie kommt nur im südöstlichen Tadschikistan vor. - Nepeta laevigata (D.Don) Hand.-Mazz.: Sie kommt von Afghanistan über Indien und Nepal und Tibet bis zu den chinesischen Provinzen Sichuan sowie Yunnan vor. - Nepeta lagopsis Benth.: Sie kommt vom östlichen Afghanistan bis Pakistan vor. - Nepeta lamiifolia Willd.: Sie kommt von der östlichen Türkei bis Transkaukasien vor. - Nepeta lamiopsis Benth. ex Hook. f.: Sie kommt im zentralen und östlichen Himalaja und in Tibet vor. - Nepeta lancefolia Reshi: Sie wurde 2012/3 aus dem indischen Bundesstaat Jammu und Kashmir erstbeschrieben. - Nepeta lasiocephala Benth.: Sie kommt im Iran vor. - Breitblättrige Katzenminze (Nepeta latifolia DC.): Sie kommt nur in den zentralen bis östlichen Pyrenäen in Spanien sowie Frankreich vor. - Nepeta leucolaena Benth. ex Hook. f.: Sie kommt vom westlichen Himalaja bis Tibet vor. - Nepeta linearis Royle ex Benth.: Sie kommt vom östlichen Afghanistan bis zum westlichen Himalaja vor. - Nepeta lipskyi Kudrjasch.: Sie kommt in Zentralasien vor. - Nepeta longibracteata Benth.: Sie gedeiht in großen Höhen vom nordöstlichen Afghanistan bis zum westlichen Himalaja bis Tibet und Xinjiang. - Nepeta longiflora Vent.: Sie kommt im Iran vor. - Nepeta longituba Pojark.: Sie kommt nur im östlichen Transkaukasien vor. - Nepeta ludlow-hewittii Blakelock: Sie kommt im Irak vor. - Nepeta macrosiphon Boiss.: Sie kommt von der südöstlichen Türkei bis zum Iran vor. - Nepeta mahanensis Jamzad & M.Simmonds: Sie wurde 2003 aus dem Iran erstbeschrieben. - Nepeta manchuriensis S.Moore (Syn.: Nepeta koreana Nakai): Sie kommt von Nordkorea über Heilongjiang bis zum südlichen Teil der Region Primorje und in Japan vor. - Nepeta mariae Regel (Syn.: Nepeta pulchella Pojark.): Sie kommt im zentralasiatischen Kirgisistan und Tadschikistan vor. - Nepeta maussarifii Lipsky: Sie kommt in Tadschikistan vor. - Nepeta melissifolia Lam.: Sie kommt auf Inseln der südlichen Ägäis vor. - Nepeta membranifolia C.Y.Wu: Sie gedeiht in Tälern in Mischwäldern in Höhenlagen von etwa 3100 Metern in Yunnan vor. - Nepeta menthoides Boiss. & Buhse: Sie kommt im Irak und im Iran vor. - Nepeta meyeri Benth.: Sie kommt von der östlichen Türkei bis zum Iran vor. - Nepeta micrantha Bunge: Sie kommt vom südwestlichen Sibirien über Zentralasien bis zur Mongolei und Xinjiang vor. - Nepeta minuticephala Jamzad: Sie wurde 1999 aus dem Iran erstbeschrieben. - Nepeta mirei Quézel: Dieser Endemit kommt im Tschad nur im Tibesti-Gebirge vor. - Nepeta mirzayanii Rech. f. & Esfand.: Sie kommt nur im südlichen Iran vor. - Nepeta monocephala Rech. f.: Sie kommt nur im nordwestlichen Iran vor. - Nepeta monticola Kudr.: Sie kommt in Afghanistan vor. - Nepeta multibracteata Desf.: Sie kommt in Marokko, Algerien, Portugal und in Spanien vor. - Nepeta multicaulis Mukerjee: Sie kommt nur in Kaschmir vor. - Nepeta multifida L.: Sie kommt von Sibirien bis ins nördliche Korea vor. - Nepeta narynensis Kamelin & Lazkov: Sie wurde 2012 aus Kirgisistan erstbeschrieben. - Nepeta natanzensis Jamzad: Sie wurde 2006 aus dem iranischen Esfahan erstbeschrieben. - Nepeta nawarica Rech. f.: Sie kommt nur im östlichen Afghanistan vor. - Nepeta nepalensis Spreng.: Sie kommt nur in Nepal vor. - Kleine Katzenminze (Nepeta nepetella L.): Sie kommt im westlichen und im zentralen Mittelmeerraum vor. - Nepeta nepetella L.: Es gibt seit 2010 vier Unterarten: - Nepeta nepetella subsp. aragonensis (Lam.) Nyman (Syn.: Nepeta amethystina Desf. ex Poir., Nepeta aragonensis Lam., Nepeta civitiana Pau, Nepeta murcica subsp. toranzil A.Segura, Nepeta nepetella var. alpina (Willk.) Briq., Nepeta nepetella var. amethystina (Desf. ex Poir.) Briq., Nepeta nepetella var. aragonensis (Lam.) Briq., Nepeta nepetella var. atlantica Batt., Nepeta nepetella var. cordifolia Willk., Nepeta nepetella subsp. amethystina (Desf. ex Poir.) Briq., Nepeta nepetella var. amourensis (Batt.) Briq., Nepeta nepetella subsp. cordifolia (Willk.) Ubera & Valdés): Sie kommt in Marokko, Algerien und im zentralen bis östlichen Spanien vor. - Nepeta nepetella subsp. laciniata (Willk.) Aedo (Syn.: Nepeta × boissieri var. laciniata Willk., Nepeta nepetella var. laciniata (Willk.) Briq., Nepeta amethystina subsp. laciniata (Willk.) Ubera & Valdés, Nepeta almeriensis Sennen, Nepeta ceballosii Vicioso & Pau, Nepeta hieronymi Sennen): Diese Neukombination erfolgte 2010. Dieser Endemit kommt in der Sierra Nevada im südlichen Spanien vor. - Nepeta nepetella subsp. murcica (Guirão ex Willk.) Aedo (Syn.: Nepeta murcica Guirão ex Willk., Nepeta amethystina subsp. murcica (Guirão ex Willk.) Nyman, Nepeta amethystina var. intermedia Rouy, Nepeta amethystina subsp. anticaria (Ladero & Rivas Goday ex Ubera & Valdés) Cabezudo, Nieto Caldera & T.Navarro, Nepeta amethystina var. anticaria Ladero & Rivas Goday ex Ubera & Valdés, Nepeta amethystina var. bourgaei (Briq.) Ubera & Valdés, Nepeta amethystina subsp. mallophora (Webb & Heldr.) Ubera & Valdés, Nepeta amethystina subsp. microglandulosa Molero, Nepeta imbricata Lag. ex Spreng., Nepeta mallophora Webb & Heldr., Nepeta nepetella var. murcica (Guirão ex Willk.) Briq. nom. superfl., Nepeta nepetella var. bourgaei Briq., Nepeta nepetella subsp. mallophora (Webb & Heldr.) Font Quer): Diese Neukombination erfolgte 2010. Sie kommt in Marokko und im südlichen und südöstlichen Spanien vor. - Nepeta nepetella L. subsp. nepetella (Syn.: Nepeta angustifolia Mill., Nepeta arragonensis Benth., Nepeta catalaunica Sennen, Nepeta delphinensis Mutel, Nepeta grandiflora Mutel nom. illeg., Nepeta graveolens Vill., Nepeta humilis Salisb., Nepeta incana Aiton nom. illeg., Nepeta lanceolata Lam., Nepeta longicaulis Dufour, Nepeta paniculata Mill. nom. illeg., Nepeta nepetella var. argutidens Briq., Nepeta nepetella var. humilis Benth., Nepeta nepetella var. incana Benth., Nepeta nepetella var. major Benth., Nepeta nepetella var. lanceolata (Lam.) Willk. nom. superfl., Nepeta nepetella var. longicaulis (Dufour) Nyman): Sie kommt in Spanien, Frankreich und in Italien vor. - Nepeta nepetoides (Batt. ex Pit.) Harley: Diese Neukombination erfolgte 2003. Sie kommt in Marokko vor. - Nepeta nervosa Royle ex Benth.: Es gibt zwei Varietäten: - Nepeta nervosa var. lutea Hook. f.: Sie kommt in Indien, Pakistan und Tibet vor. - Nepeta nervosa Royle ex Benth. var. nervosa (Syn.: Nepeta campestris Hook. f. & Thomson): Sie kommt im westlichen Himalaja vor. - Kahle Katzenminze (Nepeta nuda L.): Es gibt vier Unterarten: - Nepeta nuda subsp. albiflora (Boiss.) Gams (Syn.: Nepeta nuda var. albiflora Boiss., Nepeta bithynica Bornm., Nepeta marrubioides Boiss. & Heldr. ex Benth. nom. illeg.): Sie kommt vom griechischen Makedonien über das ehemalige Jugoslawien und die Türkei bis zum Libanon vor. - Nepeta nuda subsp. glandulifera Hub.-Mor. & P.H.Davis: Sie kommt nur in der südlichen Türkei vor. - Nepeta nuda subsp. lydiae P.H.Davis (Syn.: Nepeta sulphurea subsp. lydiae (P.H.Davis) A.L.Budantzev): Sie kommt auf der Insel Lesbos und in der westlichen bis südwestlichen Türkei vor. - Nepeta nuda L. subsp. nuda (Syn.: Nepeta alba Steud., Nepeta meda Stapf, Nepeta mollis Medik., Nepeta montana Turra, Nepeta nawaschinii Bordz., Nepeta paniculata Crantz, Nepeta pannonica L., Nepeta pontica K.Koch, Nepeta sulphurea K.Koch, Nepeta turkestanica Gand., Nepeta violacea L., Nepeta violacea Vill. nom. illeg., Nepeta nuda var. pannonica (L.) Nyman, Nepeta nuda var. violacea Nyman): Sie ist von Europa über West- und Zentralasien bis Xinjiang verbreitet. - Nepeta obtusicrena Boiss. & Kotschy ex Hedge: Sie kommt nur in der südöstlichen Türkei vor. - Nepeta odorifera Lipsky: Sie kommt in Tadschikistan vor. - Nepeta olgae Regel: Sie kommt von Kasachstan und Tadschikistan bis Afghanistan vor. - Nepeta orphanidea Boiss.: Es gibt seit 1987 zwei Varietäten: - Nepeta orphanidea Boiss. var. orphanidea: Sie kommt in Griechenland vor. - Nepeta orphanidea var. parnidea Baden: Sie wurde 1987 aus Griechenland erstbeschrieben. - Nepeta pabotii Mouterde: Sie kommt in Syrien vor. - Nepeta padamica Reshi: Sie wurde 2012/3 aus dem indischen Bundesstaat Jammu und Kashmir erstbeschrieben. - Nepeta paktiana Rech. f.: Sie kommt nur im östlichen Afghanistan vor. - Nepeta pamirensis Franch.: Sie kommt von Zentralasien bis Pakistan vor. - Nepeta parnassica Heldr. & Sart.: Sie kommt in Griechenland und im südlichen Albanien vor. - Nepeta paucifolia Mukerjee: Sie kommt im westlichen Himalaja vor. - Nepeta persica Boiss.: Sie kommt im Iran und in Afghanistan vor. - Nepeta petraea Benth.: Sie kommt im Irak und im Iran vor. - Nepeta phyllochlamys P.H.Davis: Sie kommt nur in der südwestlichen Türkei vor. - Nepeta pilinux P.H.Davis: Sie kommt nur in der südwestlichen Türkei vor. - Nepeta podlechii Rech. f.: Sie kommt nur im östlichen Afghanistan vor. - Nepeta podostachys Benth.: Seit 1993 gibt es drei Unterarten: - Nepeta podostachys subsp. darwasica A.L.Budantsev: Sie wurde 1990 aus Tadschikistan erstbeschrieben. - Nepeta podostachys subsp. paulsenii (Briq.) A.L.Budantzev (Syn.: Nepeta paulsenii Briq., Nepeta koelzii Rech. f., Nepeta oblanceolata Rech. f. & Edelb.): Den Rang einer Unterart hat sie 1993 erhalten. Sie ist von Kirgisistan sowie Tadschikistan und Afghanistan sowie Pakistan bis zum westlichen Himalaja verbreitet. - Nepeta podostachys Benth. subsp. podostachys (Syn.: Nepeta kandagarica Kudr., Nepeta maracandia Bunge, Nepeta podostachys var. hypoluciphylla Reshi): Sie ist von Afghanistan sowie Pakistan bis zum westlichen Himalaja verbreitet. - Nepeta pogonosperma Jamzad & Assadi: Sie wurde 1984 aus dem Iran erstbeschrieben. - Nepeta polyodonta Rech. f.: Sie kommt in Afghanistan vor. - Nepeta praetervisa Rech. f.: Sie kommt in Afghanistan und in Pakistan vor. - Nepeta prattii H.Lév.: Sie gedeiht auf feuchten Grashängen in Höhenlagen von 1900 bis 4400 Metern in Tibet und in den chinesischen Provinzen Gansu, Hebei, Qinghai, Shaanxi, Shanxi sowie Sichuan. - Nepeta prostrata Benth.: Sie kommt im Iran vor. - Nepeta pseudokokanica Pojark.: Sie kommt in Kirgisistan vor. - Nepeta pubescens Benth.: Sie kommt in Afghanistan vor. - Nepeta pungens (Bunge) Benth.: Sie kommt vom Iran über Zentralasien und Afghanistan bis zur westlichen Mongolei sowie Xinjiang vor. - Trauben-Katzenminze (Nepeta racemosa Lam., Syn.: Nepeta mussinii Spreng. ex Henckel): Seit 1992 gibt es drei Unterarten: - Nepeta racemosa subsp. crassifolia (Boiss. & Buhse) A.L.Budantsev (Syn.: Nepeta crassifolia Boiss. & Buhse): Sie hat 1992 den Rang einer Unterart erhalten. Sie kommt im Iran vor. - Nepeta racemosa subsp. haussknechtii (Bornm.) A.L.Budantsev (Syn.: Nepeta haussknechtii Bornm., Nepeta noraschenica Grossh.): Sie hat 1992 den Rang einer Unterart erhalten. Sie kommt in Transkaukasien, im Irak und Iran vor. - Nepeta racemosa Lam. subsp. racemosa: Sie kommt von der östlichen Türkei über den Irak bis zum nordwestlichen Iran vor. Sie ist in Österreich und Tschechien ein Neophyt. - Nepeta raphanorhiza Benth.: Sie kommt in Indien, Afghanistan und Tibet vor. - Nepeta rechingeri Hedge: Sie kommt nur im zentralen Afghanistan vor. - Nepeta rivularis Bornm.: Sie kommt nur im südlichen Iran vor. - Nepeta roopiana Bordz.: Sie kommt in der Türkei vor. - Nepeta rtanjensis Diklic & Milojevic: Dieser Endemit kommt nur auf der nordwestlichen Balkanhalbinsel vor. - Nepeta rubella A.L.Budantzev: Sie wurde 1993 aus dem nordwestlichen China erstbeschrieben. - Nepeta rugosa Benth.: Sie kommt in Afghanistan und Pakistan vor. - Nepeta saccharata Bunge: Sie kommt in Afghanistan, im Iran und in Turkmenistan vor. - Nepeta sahandica Noroozi & Ajani: Sie wurde 2013 aus dem Iran erstbeschrieben. - Nepeta santoana Popov: Sie kommt in Zentralasien vor. - Nepeta saturejoides Boiss.: Sie kommt von Zentralasien bis zum Iran vor. - Nepeta schiraziana Boiss.: Sie kommt im Iran vor. - Nepeta schmidii Rech. f.: Sie kommt nur im nördlichen Pakistan vor. - Nepeta schugnanica Lipsky: Sie kommt in Tadschikistan vor. - Nepeta scordotis L.: Sie kommt auf Inseln in der südlichen Ägäis vor. - Nepeta septemcrenata Ehrenb. ex Benth.: Dieser Endemit kommt nur auf der südlichen Sinaihalbinsel vor. - Nepeta sessilis C.Y.Wu & S.J.Hsuan: Sie gedeiht an Berghängen und im Dickicht in Höhenlagen von etwa 3100 Metern in den chinesischen Provinzen Sichuan sowie Yunnan. - Nepeta shahmirzadensis Assadi & Jamzad: Sie kommt im Iran vor. - Nepeta sheilae Hedge & R.A.King: Sie kommt nur im westlichen Saudi-Arabien vor. - Nepeta sibirica L.: Sie kommt von Sibirien bis zur Mongolei sowie der Inneren Mongolei und in den chinesischen Provinzen Gansu, Ningxia sowie Qinghai vor. - Nepeta sorgerae Hedge & Lamond: Sie kommt nur in der östlichen Türkei vor. - Nepeta sosnovskyi Askerova: Sie kommt nur im nordöstlichen Transkaukasien vor. - Nepeta souliei H.Lév.: Sie gedeiht auf Hügeln, an Waldrändern und in lichten Wäldern in Höhenlagen von 2600 bis 3400 Metern in Tibet und Sichuan. - Nepeta spathulifera Benth.: Sie kommt in Afghanistan, Pakistan und Tadschikistan vor. - Nepeta sphaciotica P.H.Davis: Dieser Endemit kommt nur im westlichen Kreta vor. - Nepeta spruneri Boiss.: Sie kommt in Albanien und im nordwestlichen und zentralen Griechenland vor. - Nepeta stachyoides Batt.: Sie kommt in Marokko vor. - Nepeta staintonii Hedge: Sie kommt nur im westlichen Nepal vor. - Nepeta stenantha Kotschy & Boiss.: Sie kommt von der östlichen Türkei bis zum nördlichen Iran vor. - Nepeta stewartiana Diels: Sie gedeiht an Grashängen und in Wäldern in Höhenlagen von 2700 bis 3300 Metern in Tibet und in den chinesischen Provinzen Sichuan sowie Yunnan. - Nepeta straussii Hausskn. & Bornm.: Sie kommt im westlichen Iran vor. - Nepeta stricta (Banks & Sol.) Hedge & Lamond: Sie kommt in Westasien vor. - Nepeta suavis Stapf: Sie kommt in Afghanistan und Pakistan vor. - Nepeta subcaespitosa Jehan: Sie wurde 1996 aus Pakistan erstbeschrieben. - Nepeta subhastata Regel: Sie kommt in Zentralasien vor. - Nepeta subincisa Benth.: Es gibt seit 1982 zwei Varietäten: - Nepeta subincisa var. salangensis Rech. f.: Sie wurde 1982 aus Afghanistan erstbeschrieben. - Nepeta subincisa Benth. var. subincisa: Sie kommt von Afghanistan bis zum westlichen Himalaja vor. - Nepeta subintegra Maxim.: Sie kommt in der Mongolei vor. - Nepeta subsessilis Maxim.: Sie kommt in Japan vor. - Nepeta sudanica F.W.Andrews: Sie kommt nur im nordöstlichen Sudan vor. - Nepeta sulfuriflora P.H.Davis: Sie kommt in der südlichen Türkei vor. - Nepeta sungpanensis C.Y.Wu: Dieser Endemit gedeiht auf offenen Hügeln und Ödland, das an Anbauflächen angrenzt in Höhenlagen von 1700 bis 2200 Metern nur im autonomen Kreis Sungqu in Sichuan. - Nepeta supina Steven: Es gibt seit 1987 zwei Unterarten: - Nepeta supina subsp. buschii (Sosn. & Manden.) Menitsky (Syn.: Nepeta buschii Sosn. & Manden., Nepeta citriodora Sosn. & Manden. nom. illeg.): Sie hat 1987 den Rang einer Unterart erhalten. Sie kommt nur im südlichen Transkaukasien vor. - Nepeta supina Steven subsp. supina (Syn.: Nepeta caucasica Sommier & Levier, Nepeta fissa Benth.) Sie kommt von der südöstlichen Türkei bis in den Kaukasusraum vor. - Nepeta taxkorganica Y.F.Chang: Dieser Endemit gedeiht an Grashängen in Höhenlagen von etwa 4600 Metern nur im tadschikischen autonomen Kreis Taschkorgan in Xinjiang. - Nepeta tenuiflora Diels: Sie gedeiht auf Grashügeln, an Waldrändern und im Dickicht in Höhenlagen von 2800 bis 3600 Metern in den chinesischen Provinzen Sichuan sowie Yunnan. - Nepeta tenuifolia Benth. (Syn.: Nepeta japonica Maxim., Nepeta vaniotiana H.Lév.): Sie ist in China, Korea und Japan verbreitet. - Nepeta teucriifolia Willd.: Es gibt seit 1993 vier Unterarten: - Nepeta teucriifolia subsp. carmanica (Bornm.) A.L.Budantzev (Syn.: Nepeta carmanica Bornm., Nepeta gracilescens Boiss., Nepeta microphylla Stapf): Sie hat seit 1993 den Rang einer Unterart. Sie kommt in Transkaukasien und im Iran vor. - Nepeta teucriifolia subsp. daghestanica (Pojark.) A.L.Budantsev (Syn.: Nepeta daghestanica Pojark.): Sie hat seit 1990 den Rang einer Unterart. Sie kommt im östlichen Kaukasusraum vor. - Nepeta teucriifolia subsp. iberica (Pojark.) A.L.Budantsev (Syn.: Nepeta iberica Pojark.): Sie hat seit 1990 den Rang einer Unterart. Sie kommt nur im östlichen Transkaukasien vor. - Nepeta teucriifolia Willd. subsp. teucriifolia (Syn.: Nepeta calvertii Boiss., Nepeta fissa C.A.Mey., Nepeta galatica Bornm., Nepeta glabra Benth., Nepeta laxa Benth., Nepeta obtusicrcna Boiss., Nepeta rarifolia K.Koch, Nepeta scrophularioides Rech. f., Nepeta virgata K.Koch): Sie kommt von der Türkei über Transkaukasien bis zum Iran vor. - Nepeta teydea Webb & Berthel.: Sie kommt nur auf den Kanarischen Inseln Teneriffa und La Palma vor. - Nepeta tibestica Maire: Dieser Endemit kommt im Tschad nur im Tibesti-Gebirge vor. - Nepeta ×tmolea Boiss. = Nepeta nuda × Nepeta viscida: Sie kommt nur in der westlichen Türkei vor. - Nepeta trachonitica Post: Sie kommt von der südöstlichen Türkei bis zum nördlichen Irak vor. - Nepeta transiliensis Pojark.: Sie kommt in Kasachstan vor. - Nepeta trautvetteri Boiss. & Buhse: Sie kommt in Transkaukasien vor. - Nepeta trichocalyx Greuter & Burdet: Sie kommt in der Türkei vor. - Nepeta tuberosa L.: Sie kommt in Marokko, Algerien, Portugal, Spanien und Sizilien vor. - Nepeta tytthantha Pojark.: Sie kommt in Tadschikistan vor. - Nepeta uberrima Rech. f.: Sie kommt in Afghanistan vor. - Nepeta ucranica L.: Es gibt seit 1982 vier Unterarten: - Nepeta ucranica subsp. kopetdaghensis (Pojark.) Rech. f. (Syn.: Nepeta kopetdaghensis Pojark.): Sie kommt im südlichen Turkmenistan und nordöstlichen Iran vor. - Nepeta ucranica subsp. parviflora (M.Bieb.) M.Masclans (Syn.: Nepeta parviflora M.Bieb., Nepeta euxina Velen.): Sie kommt in Südost- und Osteuropa in Bulgarien, Rumänien, Ukraine und auf der Krim vor. - Nepeta ucranica subsp. schischkinii (Pojark.) Rech. f. (Syn.: Nepeta schischkinii Pojark.): Sie kommt in Transkaukasien und im nördlichen Iran vor. - Nepeta ucranica L. subsp. ucranica: Sie ist von Rumänien sowie Bulgarien und von Russland über die Ukraine, Zentralasien bis Xinjiang verbreitet. - Nepeta veitchii Duthie: Sie gedeiht an Grashängen in Höhenlagen von 3600 bis 4100 Metern in den chinesischen Provinzen Sichuan sowie Yunnan. - Nepeta velutina Pojark.: Sie kommt nur im südlichen Transkaukasien vor. - Nepeta viscida Boiss.: Sie kommt in der westlichen Türkei vor. - Nepeta vivianii (Coss.) Bég. & Vacc.: Sie kommt in Libyen vor. - Nepeta wettsteinii Heinr.Braun: Sie kommt im nördlichen Irak und im nordwestlichen Iran vor. - Nepeta wilsonii Duthie: Sie gedeiht an Grashängen in Höhenlagen von 2600 bis 4100 Metern in den chinesischen Provinzen Sichuan sowie Yunnan. - Nepeta woodiana Hedge: Sie kommt nur im Jemen vor. - Nepeta wuana H.J.Dong, C.L.Xiang & Jamzad: Sie wurde 2015 aus der chinesischen Provinz Shanxi erstbeschrieben. - Nepeta yanthina Franch.: Sie gedeiht an steinigen Hängen und in Wüsten in der Nähe von stehenden Gewässern in Höhenlagen von 4200 bis 4300 Metern in Tibet. - Nepeta yesoensis (Franch. & Sav.) B.D.Jacks.: Sie kommt in Japan vor. - Nepeta zandaensis H.W.Li: Sie gedeiht an steinigen Hängen und hochgelegenen, steinigen Schwemmkegeln in Höhenlagen von 4300 bis 4600 Metern in Tibet. - Nepeta zangezura Grossh.: Sie kommt in Transkaukasien vor. |

## Botanische und gärtnerische Geschichte
Erste Erwähnungen, etwa im 1. Jahrhundert nach Christus, einer Pflanze namens Calamintha, die bei den Römern Nepeta genannt wird, finden sich bei Pedanios Dioscurides, einem griechischen Arzt und Pflanzenkundigen. Ob damit die Nepeta oder Calamintha gemeint ist, kann nicht zweifelsfrei festgestellt werden. Ihre Verwendung als Heilpflanze kann ab dem 9. Jh. n. Chr. nachgewiesen werden.
1760 wurde Nepeta sibirica nach England eingeführt.
Seit 1784 kennt man die Kreuzung Nepeta ×faassenii.
Einige der Standardsorten entstanden vor dem Zweiten Weltkrieg.

## Inhaltsstoffe und Wirkung
Hildegard von Bingen setzte pulverisierte Katzenminze bei unaufgebrochenen Skrofeln (d. h. Skrofulose) am Hals als Brotaufstrich, Mus oder Kuchen ein. Bei aufgebrochenen Skrofeln empfiehlt sie die frischen Blätter als Umschlag.
1735 schrieb K’Eogh im „Irish Herbal“ über die Nepeta: „Es fördert Harnlassen und Menstruation; es treibt das totgeborene Kind aus; es öffnet Verstopfungen in Lunge und Gebärmutter; es ist gut bei inneren Quetschungen und Kurzatmigkeit“.
Nepeta-Arten, die in der Türkei vorkommen, enthalten die ätherischen Öle Citral, Citronellol, Geraniol, Limonen, Nepetalacton und Spathulenol sowie Gerb- und Bitterstoffe. Als Tee wirkt Katzenminze harntreibend, menstruationsfördernd, abtreibend, krampflösend und fiebersenkend. Außerdem soll sie gegen Brechdurchfall wirken und mit Salz vermischt und roh oder gekocht gegessen gegen Würmer helfen.
Nepeta wirkt auch gegen Gelbfieber-Moskitos. Bei den Tests wurden jeweils 20 Moskitos in große Glasröhren gesteckt, welche auf einer Seite mit unterschiedlich hohen Nepetalacton-Dosen behandelt waren. Nach Ablauf von zehn Minuten befanden sich nur noch etwa vier bis fünf Moskitos auf den mit Nepetalacton behandelten Seiten. Versuchsweise wird Nepeta zum Schutz von Stallkühen gegen Insektenbisse eingesetzt.

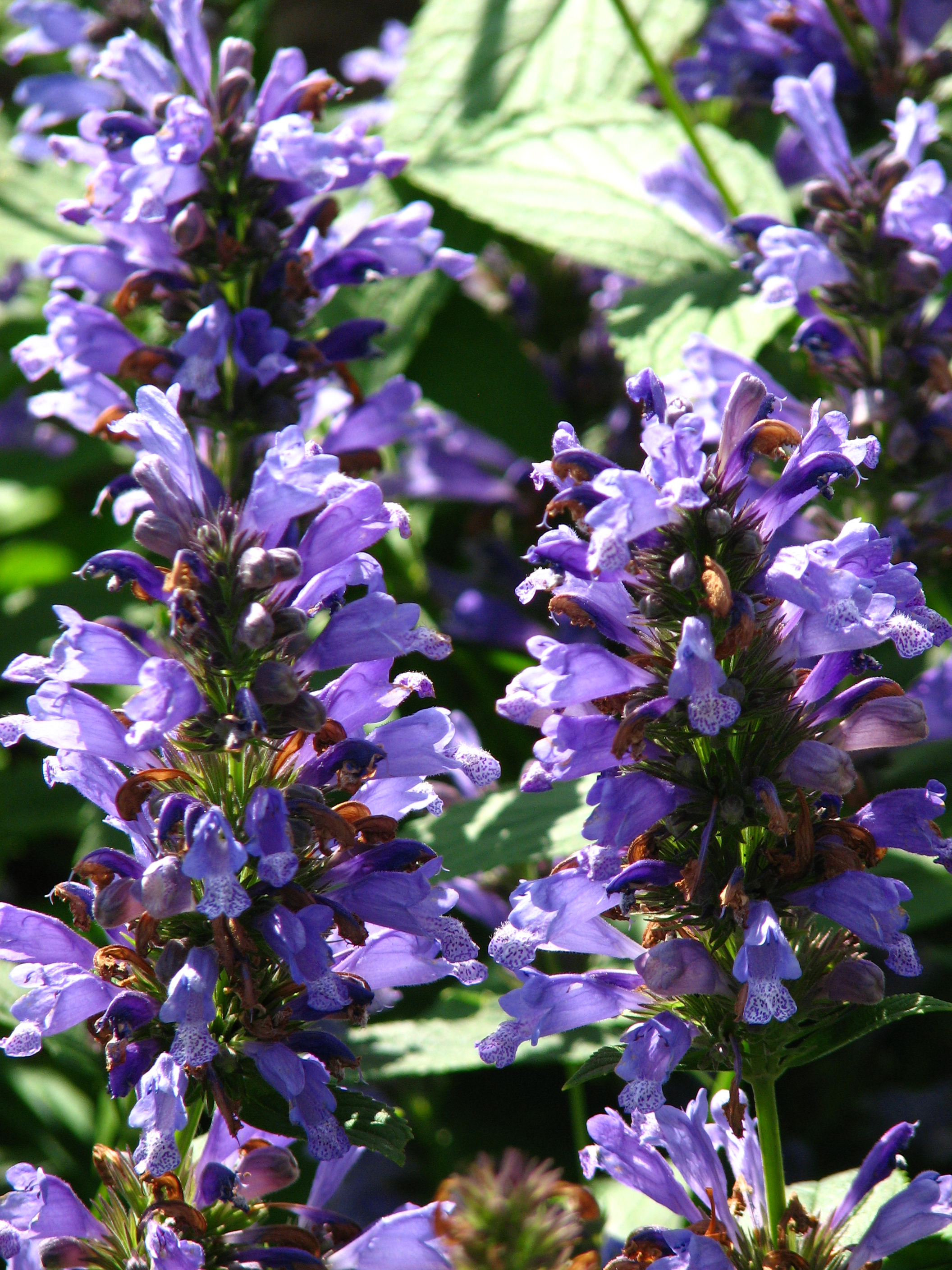
Nepeta grandiflora Sorte ‘Dawn to Dusk’

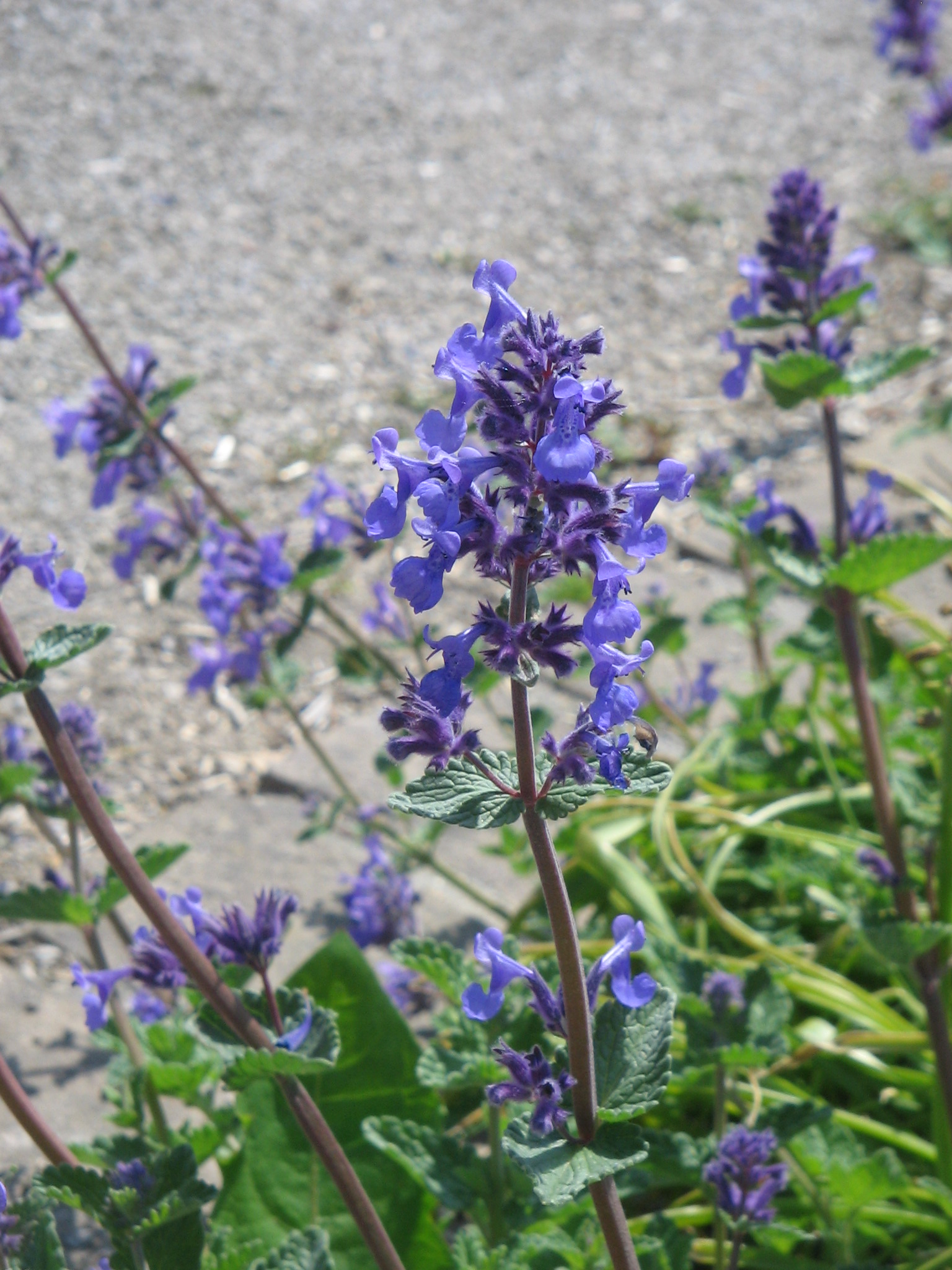
Hybrid-Katzenminze (Nepeta ×faassenii)

## Verwendung als Zierpflanze
Nepeta-Arten und -Sorten werden meistens in trockenen, sonnigen Standorten verwendet. Wegen ihrer Anspruchslosigkeit und dem geringen Pflegeaufwand ist sie auch für schwierige Standorte, zum Beispiel Hanglagen, Dachbegrünungen, Verkehrsinseln und alle trockenen Bereiche, bei denen eine intensive Pflege kaum möglich ist, geeignet. Für frische bis feuchte Rabatten, lichtschattige Beete und Gehölzrandbereiche eignen sich Nepeta govaniana, Nepeta grandiflora, Nepeta manchuriensis, Nepeta sibirica, Nepeta subsessilis.
Die Katzenminze ist eine pflegeleichte anspruchslose Staude mit langer Blütezeit. Sie kann an trockenen Stellen im Garten gepflanzt werden, eine regelmäßige Bewässerung ist nicht notwendig. Die Nepeta gedeiht gut auf nährstoffarmen Böden.
Die klassischen Verwendungen sind Beeteinfassungen und in Steingärten. Doch gibt es auch höhere Formen, die im hinteren Rabattenbereich verwendbar sind. Auch eine Trogbepflanzung ist mit Nepeta möglich. Eine wichtige Rolle spielt sie auch in naturnahen Gärten.
Es gibt auch in Kultur entstandene Hybriden, beispielsweise Hybrid-Katzenminze (Nepeta ×faassenii Bergmans ex Stearn = Kreuzung aus Nepeta racemosa und Nepeta nepetella).